# Universale Economica Feltrinelli dal 101 al 200

## Dal n. 101 al n. 200
- I 100 precedenti: Universale Economica Feltrinelli dall'1 al 100

| Universale Economica Feltrinelli |                     |                                                                                                |                                                 |
|                                  |                     |                                                                                                |                                                 |
|                                  | Sezione             | Titolo                                                                                         | Autore                                          |
| 101                              | Storia e filosofia  | Saggio sulla rivoluzione                                                                       | Carlo Pisacane                                  |
| 102                              | Letteratura         | Mio zio Beniamino, a cura di Mario Bonfantini                                                  | Claude Tillier                                  |
| 103                              | Storia e filosofia  | L'Italia nel 1898. Tumulti e reazione                                                          | Napoleone Colajanni                             |
| 104                              | Storia e filosofia  | Saggio storico sulla rivoluzione di Napoli, parte I, a cura di Gastone Manacorda               | Vincenzo Cuoco                                  |
| 105                              | Storia e filosofia  | Saggio storico sulla rivoluzione di Napoli, parte II                                           | Vincenzo Cuoco                                  |
| 106                              | Le grandi avventure | Porto Tarascona, a cura di Adelaide Pintor                                                     | Alphonse Daudet                                 |
| 107                              | Narrativa           | Il buon soldato Sc'vèik, parte I                                                               | Jaroslav Hašek                                  |
| 108                              | Letteratura         | Ciapaiev                                                                                       | Dimitri Furmanov                                |
| 109                              | Storia e filosofia  | La Sicilia dai Borboni ai Sabaudi 1860-1900                                                    | Napoleone Colajanni                             |
| 110                              | Letteratura         | Robinson Crusoe, vol. I, a cura di Alberto Cavallari                                           | Daniel Defoe                                    |
| 111                              | Letteratura         | Robinson Crusoe, vol. II                                                                       | Daniel Defoe                                    |
| 112                              | Letteratura         | La monaca                                                                                      | Denis Diderot                                   |
| 113                              | Teatro              | Delitto al Central Park                                                                        | Adam Tarn                                       |
| 114                              | Scientifica         | Introduzione allo studio della medicina sperimentale, vol. I                                   | Claude Bernard                                  |
| 115                              | Scientifica         | Introduzione allo studio della medicina sperimentale, vol. II                                  | Claude Bernard                                  |
| 116                              | Letteratura         | America, vol. I, introduzione di Michael Slater                                                | Charles Dickens                                 |
| 117                              | Letteratura         | America, vol. II                                                                               | Charles Dickens                                 |
| 118                              | Teatro              | I nemici                                                                                       | Maksim Gor'kij                                  |
| 119                              | Memoria             | Memorie di un rivoluzionario, vol. I, prefazione di Gino Cerrito                               | Pëtr Alekseevič Kropotkin                       |
| 120                              | Memoria             | Memorie di un rivoluzionario, vol. II                                                          | Pëtr Alekseevič Kropotkin                       |
| 121                              | Memoria             | Memorie di un rivoluzionario, vol. III                                                         | Pëtr Alekseevič Kropotkin                       |
| 122                              | Narrativa           | Il buon soldato Sc'vèik, parte II                                                              | Jaroslav Hašek                                  |
| 123                              | Scientifica         | Colloquio                                                                                      | Jean D'Alembert e Denis Diderot                 |
| 124                              | Storia e filosofia  | Napoleone il piccolo, vol. I, prefazione di Cesare Spellanzon                                  | Victor Hugo                                     |
| 125                              | Storia e filosofia  | Napoleone il piccolo, vol. II                                                                  | Victor Hugo                                     |
| 126                              | Narrativa           | Il buon soldato Sc'vèik, parte III                                                             | Jaroslav Hašek                                  |
| 127                              | Scientifica         | La geologia nella vita dell'uomo                                                               | Duncan Leitch                                   |
| 128                              | Letteratura         | Pietro e Giovanni                                                                              | Guy de Maupassant                               |
| 129                              | Teatro              | Antonello capobrigante calabrese                                                               | Vincenzo Padula                                 |
| 130                              | Letteratura         | Il Decamerone. Sesta giornata, a cura di Mario Fubini, prefazione di Carlo Muscetta            | Giovanni Boccaccio                              |
| 131                              | Storia e filosofia  | Che cos'è l'oblomovismo                                                                        | Nikolaj Dobroljubov                             |
| 132                              | Storia e filosofia  | La falsa donazione di Costantino: contro il potere temporale dei Papi, a cura di Gabriele Pepe | Lorenzo Valla                                   |
| 133                              | Storia e filosofia  | Anita Garibaldi                                                                                | Giuseppe Bandi                                  |
| 134                              | Teatro              | Una lettera smarrita                                                                           | Ion Luca Caragiale                              |
| 135                              | Letteratura         | Il diavolo nella bottiglia e altri racconti                                                    | Robert Louis Stevenson                          |
| 136                              | Storia e filosofia  | L'uomo e la natura, a cura di Mario De Micheli                                                 | Leonardo da Vinci                               |
| 137                              | Storia e filosofia  | Discorsi alla convenzione e scritti scelti                                                     | Louis Saint-Just                                |
| 138                              | Narrativa           | Il buon soldato Sc'vèik, parte IV                                                              | Jaroslav Hašek                                  |
| 139                              | Teatro              | Il matrimonio                                                                                  | Nikolaj Vasil'evič Gogol'                       |
| 140                              | Letteratura         | Prima di Adamo, a cura di Cesare Musatti                                                       | Jack London                                     |
| 141                              | Scientifica         | La scala della vita, a cura di Felice Lanza                                                    | Gowans Whyte                                    |
| 142                              | Letteratura         | Zadig                                                                                          | Voltaire                                        |
| 143                              | Storia e filosofia  | La rivoluzione e i rivoluzionari in Italia                                                     | Giuseppe Ferrari                                |
| 144                              | Letteratura         | Il Decamerone. Settima giornata, a cura di Mario Fubini, prefazione di Eugenio Montale         | Giovanni Boccaccio                              |
| 145                              | Teatro              | Forza                                                                                          | Giulio Hay                                      |
| 146                              | Scientifica         | Miciurin-Lysenko e il problema dell'eredità, a cura di Felice Lanza                            | Jacob Segal                                     |
| 147                              | Scientifica         | Le grandi scoperte astronomiche, a cura di Angelo Pescarini                                    | Galileo Galilei                                 |
| 148                              | Le grandi avventure | Alice nel mondo dello specchio                                                                 | Lewis Carroll                                   |
| 149                              | Letteratura         | La locanda delle streghe e altri racconti                                                      | Joseph Conrad                                   |
| 150                              | Storia e filosofia  | Relazioni sull'Italia meridionale                                                              | Giuseppe Maria Galanti                          |
| 151                              | Letteratura         | Lo stagno del diavolo, a cura di Marise Ferro                                                  | George Sand                                     |
| 152                              | Letteratura         | Il popolo dell'abisso, prefazione di Franco Calamandrei                                        | Jack London                                     |
| 153                              | Scientifica         | Sulla via della matematica, a cura di Guido Weiller                                            | Arthur Read                                     |
| 154                              | Teatro              | L'importanza di chiamarsi Ernesto                                                              | Oscar Wilde                                     |
| 155                              | Storia e filosofia  | Stato e chiesa, a cura di Paolo Alatri                                                         | Camillo Cavour                                  |
| 156                              | Letteratura         | Il Decamerone. Ottava giornata, a cura di Mario Fubini, prefazione di Antonio Baldini          | Giovanni Boccaccio                              |
| 157                              | Storia e filosofia  | La rivoluzione giacobina, a cura di Giacomo Cantoni                                            | Massimiliano Robespierre                        |
| 158                              | Scientifica         | Come nacque la vita sulla terra, a cura di Vittorio Treccani                                   | A. I. Oparin                                    |
| 159                              | Teatro              | Dostigaiev e altri                                                                             | Maksim Gor'kij                                  |
| 160                              | Narrativa           | Fino all'estremo, prefazione di Tommaso Giglio                                                 | Joseph Conrad                                   |
| 161                              | Scientifica         | L'energia atomica                                                                              | E. H. S. Burhop                                 |
| 162                              | Letteratura         | Una strana ragazza bionda                                                                      | José Maria Eça de Queiroz                       |
| 163                              | Teatro              | Il più gran ladro della città                                                                  | Dalton Trumbo                                   |
| 164                              | Storia e filosofia  | Saggi sulla religione, a cura di Ludovico Geymonat                                             | John Stuart Mill                                |
| 165                              | Storia e filosofia  | Saggi critici                                                                                  | Francesco De Sanctis                            |
| 166                              | Letteratura         | Acque di primavera, a cura di Arturo Lazzari                                                   | Ivan Turgenev                                   |
| 167                              | Scientifica         | Compendio di storia dell'astronomia, prefazione di Mario Viscardini                            | Pierre Simon Laplace                            |
| 168                              | Narrativa           | Il ragazzo, prefazione di Edda Cantoni                                                         | Jules Vallès                                    |
| 169                              | Storia e filosofia  | L'essenza del lavoro mentale umano, a cura di Lucio Colletti                                   | Josef Dietzgen                                  |
| 170                              | Letteratura         | Micromegas e altri racconti, a cura di Biagia Marniti                                          | Voltaire                                        |
| 171                              | Saggi               | Miciurin, grande trasformatore della natura                                                    | A. N. Bacarev                                   |
| 172                              | Letteratura         | Manon Lescaut                                                                                  | Prévost                                         |
| 173                              | Saggi               | Lavoro intellettuale e lavoro manuale nell'antica Grecia                                       | Benjamin Farrington                             |
| 174                              | Narrativa           | L'insorto, parte I, a cura di Giacomo Cantoni                                                  | Jules Vallès                                    |
| 175                              | Narrativa           | L'insorto, parte II                                                                            | Jules Vallès                                    |
| 176                              | Scientifica         | Gli ormoni controllori del nostro organismo                                                    | Nora Toschi                                     |
| 177                              | Teatro              | Thomas Münzer                                                                                  | Friedrich Wolf                                  |
| 178                              | Letteratura         | Roma contemporanea, a cura di Ranuccio Bianchi Bandinelli                                      | Edmond About                                    |
| 179                              | Scientifica         | Progresso e archeologia, prefazione di Sergio Donadoni                                         | Vere Gordon Childe                              |
| 180                              | Letteratura         | Il Decamerone. Nona giornata, a cura di Mario Fubini, prefazione di Giuseppe Petronio          | Giovanni Boccaccio                              |
| 181                              | Letteratura         | Il segreto della baronessa e altri racconti, a cura di Mario Puccini                           | Vicente Blasco Ibáñez                           |
| 182                              | Scientifica         | Dalla magia alla medicina moderna. L'uomo contro la malattia, prefazione di Mario Messini      | S. G. Blaxland Stubbs                           |
| 183                              | Storia e filosofia  | La nuova Atlantide e altri scritti, prefazione di Paolo Rossi                                  | Francis Bacon                                   |
| 184                              | Storia e filosofia  | Saggi critici, 2 voll.                                                                         | Francesco De Sanctis                            |
| 185                              | Letteratura         | Il fabbro della sua fortuna e altri racconti, a cura di Nello Saito                            | Gottfried Keller                                |
| 186                              | Scientifica         | La natura intorno a noi, prefazione di Ugo Cerletti                                            | Léon Binet                                      |
| 187                              | Teatro              | Il barbiere di Siviglia o l'inutile precauzione, prefazione di Valerio Riva                    | P. A. Caron de Beaumarchais                     |
| 188                              | Storia e filosofia  | Discorso preliminare sull'Enciclopedia                                                         | Jean D'Alembert                                 |
| 189                              | Storia e filosofia  | Sull'arte e la letteratura, prefazione di Valentino Gerratana                                  | Karl Marx e Friedrich Engels                    |
| 190                              | Letteratura         | Espiazione, a cura di Clelia Noulian                                                           | Martin Andersen Nexø                            |
| 191                              | Scientifica         | Dall'ala di Leonardo al reattore supersonico: breve storia dell'aeronautica                    | Guido Weiller                                   |
| 192                              | Storia e filosofia  | Lettere e proclami, prefazione di Renato Zangheri                                              | Giuseppe Garibaldi                              |
| 193                              | Letteratura         | Cuore di tenebra, postfazione di Alessandro Baricco                                            | Joseph Conrad                                   |
| 194                              | Storia e filosofia  | Il realismo: lettere e scritti di Gustave Courbet                                              | Mario De Micheli e Ernesto Treccani (a cura di) |
| 195                              | Scientifica         | Come l'uomo pensa, prefazione di Franco Paparo                                                 | Brian H. Kirman                                 |
| 196                              | Storia e filosofia  | Democrazia e socialismo in Italia, a cura di Luciano Cafagna                                   | Antonio Labriola                                |
| 197                              | Letteratura         | Dopo il ballo e altri racconti, a cura di Lanfranco Stolfi                                     | Leone Tolstoj                                   |
| 198                              | Storia e filosofia  | La camicia rossa                                                                               | Alberto Mario                                   |
| 199                              | Letteratura         | Il Decamerone. Decima giornata, a cura di Mario Fubini, prefazione di Carlo Salinari           | Giovanni Boccaccio                              |
| 200                              |                     |                                                                                                |                                                 |

- I 100 successivi: Universale Economica Feltrinelli dal 201 al 300